# NGC 2496
NGC 2496 é uma galáxia elíptica (E) localizada na direcção da constelação de Canis Minor. Possui uma declinação de +08° 01' 41" e uma ascensão recta de 7 horas, 58 minutos e 37,4 segundos.
A galáxia NGC 2496 foi descoberta em 15 de Novembro de 1885 por Lewis A. Swift.